# Hipparchia balearica
Hipparchia balearica är en fjärilsart som beskrevs av Perceval 1975. Hipparchia balearica ingår i släktet Hipparchia och familjen praktfjärilar. Inga underarter finns listade i Catalogue of Life.